# Washitsu
Washitsu (jap. 和室) – „pokój, pomieszczenie w tradycyjnym stylu japońskim”. 

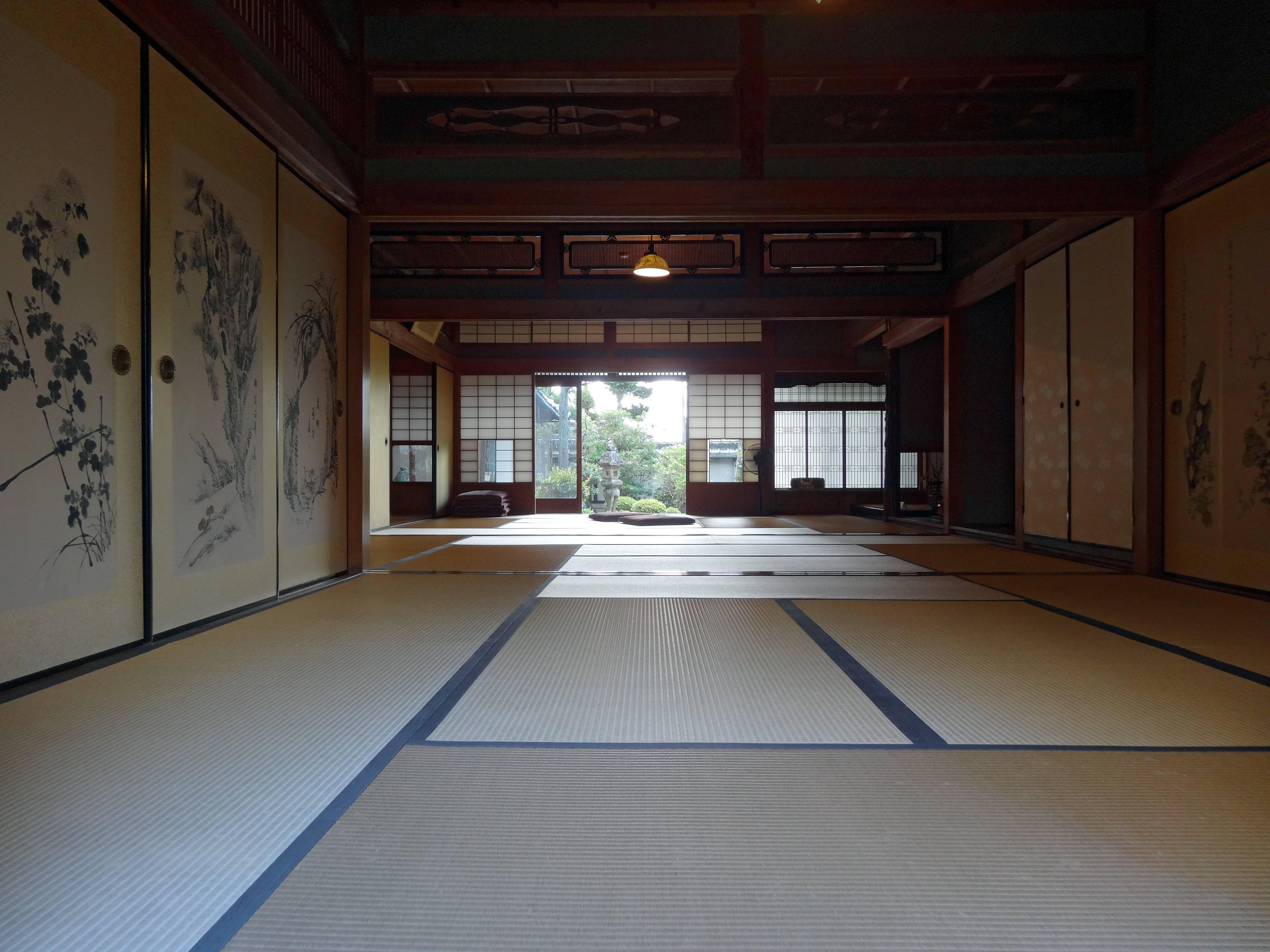
Kawanishi Municipal Museum, prefektura Hyōgo (tatami jako podłoga, po lewej i prawej fusuma, w głębi shōji, zabuton; za wiszącą lampą widoczna ranma

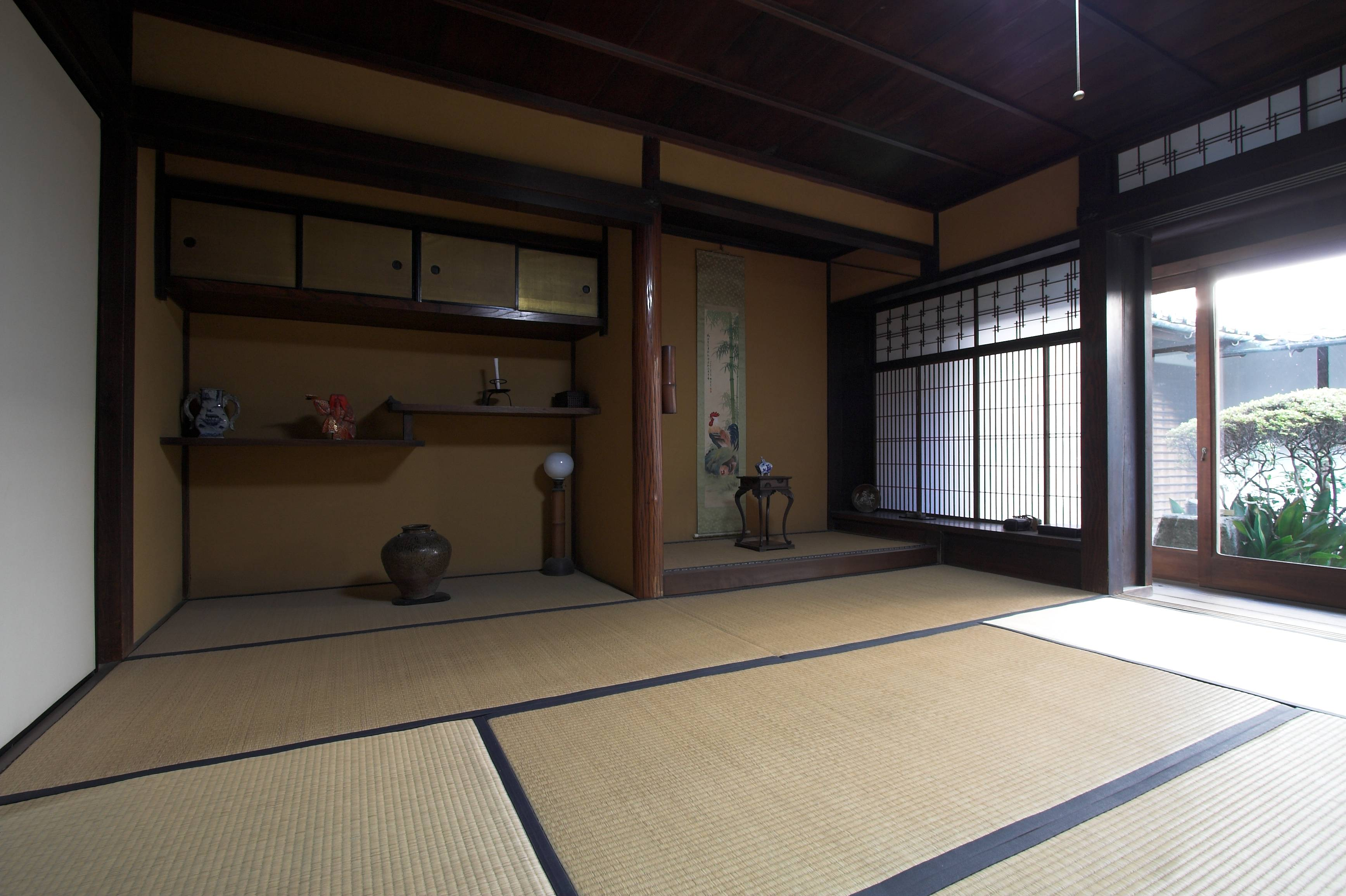
Washitsu, w głębi chigaidana (po lewej), tokonoma (po prawej); pośrodku pomiędzy nimi drewniany filar toko-bashira

Inną nazwą washitsu jest słowo nihon-ma. Pomieszczenie, sala, pokój w stylu zachodnim nazywa się yōshitsu lub yōma. 

## Historia
W przeszłości tylko ludzie majętni i wyższych stanów posiadali w swoich domostwach tatami w postaci pojedynczej maty. Rozpowszechniły się one w okresie Muromachi (1336–1573), a w następnych stuleciach stawały się stopniowo niezbędnym elementem wnętrza.
Tradycyjne pomieszczenia washitsu istniejące do dziś są skonstruowane głównie w dwóch podstawowych stylach: shoin-zukuri i sukiya-zukuri. 
Według pierwszego z nich pomieszczenia aranżowano np. jako gabinety w świątyniach. Zazwyczaj były w nich niskie stoliki służące do pisania i czytania, wnęki i wbudowane półki. Stały się popularne w rezydencjach, gdzie ich funkcje zostały rozszerzone do przyjmowania gości. Stopniowo pojawiały się w nich podłogi w postaci tatami szczelnie przylegających i wypełniających całą przestrzeń oraz przesuwane panele fusuma i shōji umożliwiające dowolną organizację przestrzeni mieszkalnej.
Styl sukiya-zukuri odróżnia się skromnością i szczegółami artystycznymi. Powstał pod wpływem ceremonii parzenia i picia zielonej herbaty (matcha) i jest spotykany m.in. w herbaciarniach. Pomieszczenia (i specjalne pawilony herbaciane) mają charakter rustykalny, zgodny z zasadami tej ceremonii: niezdobione, gliniane ściany, sufity ze słomy lub bambusu, surowe drewno i niezdobione fusuma.

## Elementywashitsu

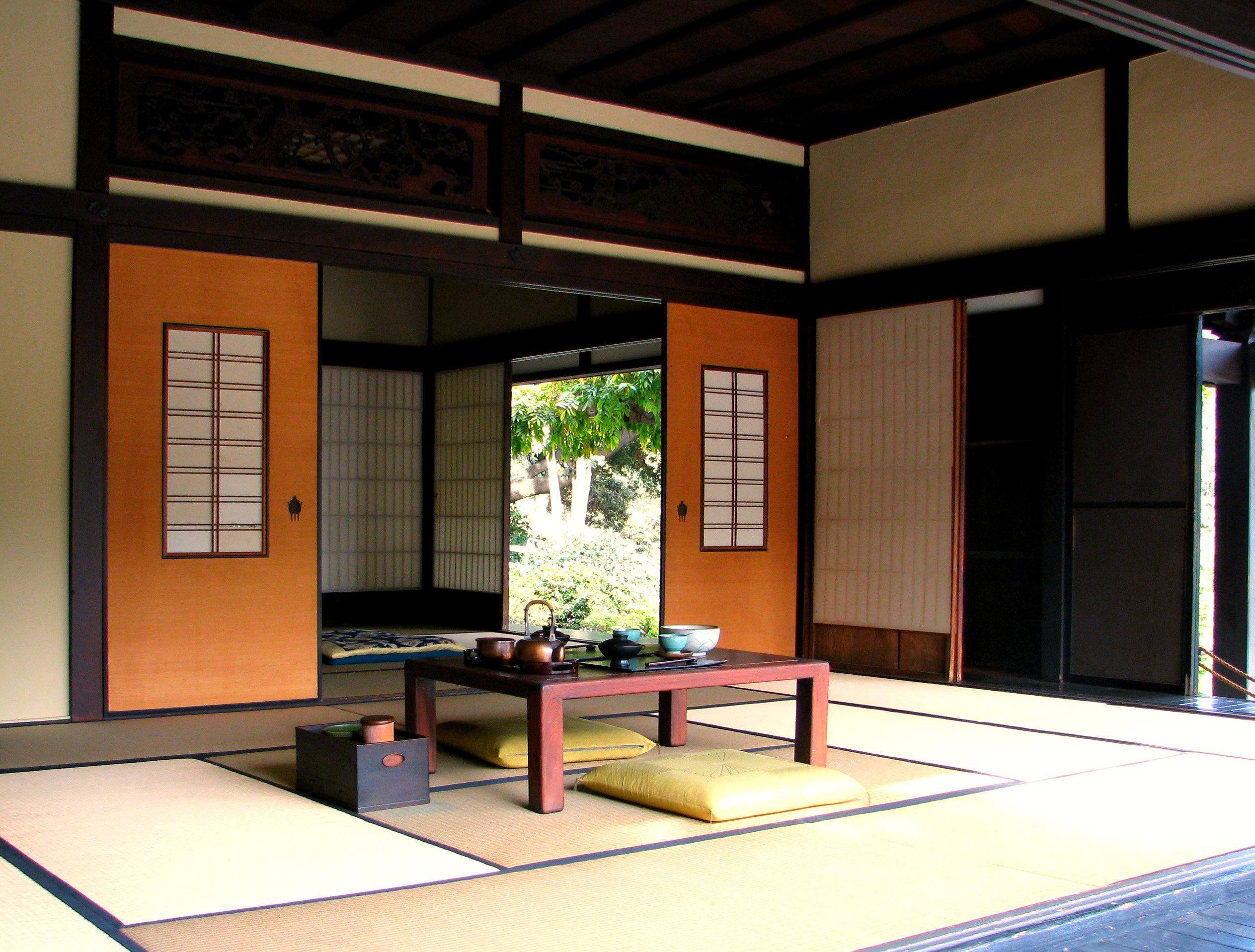
Tradycyjny dom japoński

Podłogę tworzą maty tatami. Mają one standardowe wymiary 90 × 180 cm i służą także jako jednostka miary powierzchni wnętrz.
Pomieszczenia wewnętrzne mogą być oddzielone przesuwnymi panelami (ruchomymi ściankami) fusuma. Są one wykonane z drewnianych ram pokrytych grubym, nieprzezroczystym papierem. Umożliwia to oddzielenie pomieszczeń lub ich otwarcie i utworzenie wspólnej przestrzeni. W bogatych domach, rezydencjach i świątyniach są one często wypełnione malowidłami. W zwykłych domach, ryokanach, są zwykle bez ozdób. Ponad fusuma umieszczane są często, wykonane z drewna, ranma, które pełnią podobną funkcję, jak nadświetla w zachodniej architekturze wnętrz. Mogą być misternie zaprojektowane i rzeźbione, służą do przepuszczania powietrza i światła pomiędzy pokojami.
Innym rodzajem przesuwanych drzwi lub ścianek działowych są shōji wykonane z drewnianych listew w postaci kratek pokrytych półprzezroczystym papierem japońskim washi. Znajdują się one z reguły od strony zewnętrznej budynku, co pozwala na przepuszczanie światła. 
W washitsu znajduje się także – o stopień wyżej ponad tatami – tokonoma, wnęka służąca prezentacji kakemono, ikebany, ozdobnej ceramiki. Dekoracje są zazwyczaj zmieniane zgodnie z rytmem pór roku. Goście powinni zwrócić na nie uwagę i wyrazić uznanie dla gospodarzy. 
W tradycyjnych pokojach w japońskim stylu istnieje wiele rodzajów sufitów (tenjō): w zwykłych domach – płaski i prosty, w wielkich salach przyjęć, w rezydencjach i świątyniach – podniesione wyżej, kasetonowane i ozdobione obrazami.
Chigaidana to wbudowane, schodkowe półki ścienne, które zwykle znajdują się obok wnęki tokonoma i służą m.in. do prezentowania dekoracji, takich jak wazony i palniki kadzideł.

## Umeblowanie, wyposażenie

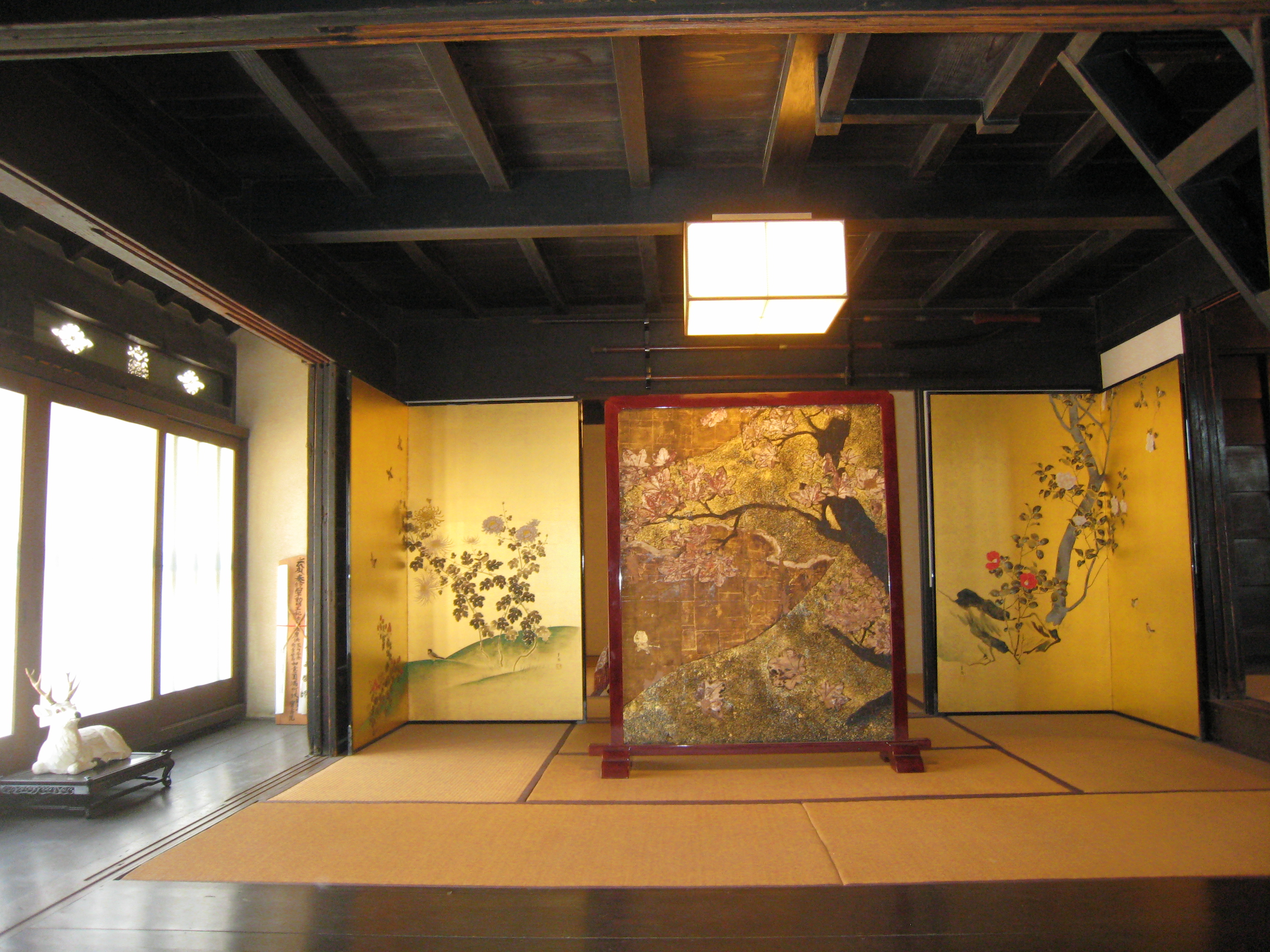
Parawany: z przodu tsuitate, z tyłu byōbu

W washitsu może znajdować się niski stolik (tsukue, zataku), przy którym spożywa się posiłki, czyta lub pisze. Do siedzenia przy nim wykorzystuje się płaską poduszkę zabuton lub rodzaj krzesełka bez nóg (za-isu). 
W pomieszczeniu może znajdować się także kotatsu. W dawnych czasach było to palenisko, poniżej poziomu podłogi, służące do gotowania potraw i ogrzewania (irori), obecnie jest to elektryczne urządzenie grzewcze umieszczone pod stolikiem tsukue, połączonym z kotatsu-buton, rodzajem koca lub kołdry przykrywającej nogi.
Do dzielenia pomieszczeń, kącików tworzących prywatność i blokowania przeciągów używa się dwóch rodzajów parawanów. Jeden z nich, składany, o nazwie byōbu jest ustawiany w sposób zygzakowaty, aby stał bez dodatkowego wsparcia. Natomiast tsuitate jest pojedynczym panelem na nóżkach. Oba typy są w różnych rozmiarach, od bardzo prostych po wyrafinowane, wypełnione wzorami lub malowidłami. 
W nocy wygląd washitsu zmienia się. Ze ściennej szafy oshiire wyjmuje się futony, tradycyjne posłania, które rozkłada się do snu na tatami. 
Współcześnie w nowoczesnych mieszkaniach i domach, budowanych w stylu zachodnim, z szacunku dla tradycji właściciele często aranżują jeden pokój jako washitsu.

## Galeria

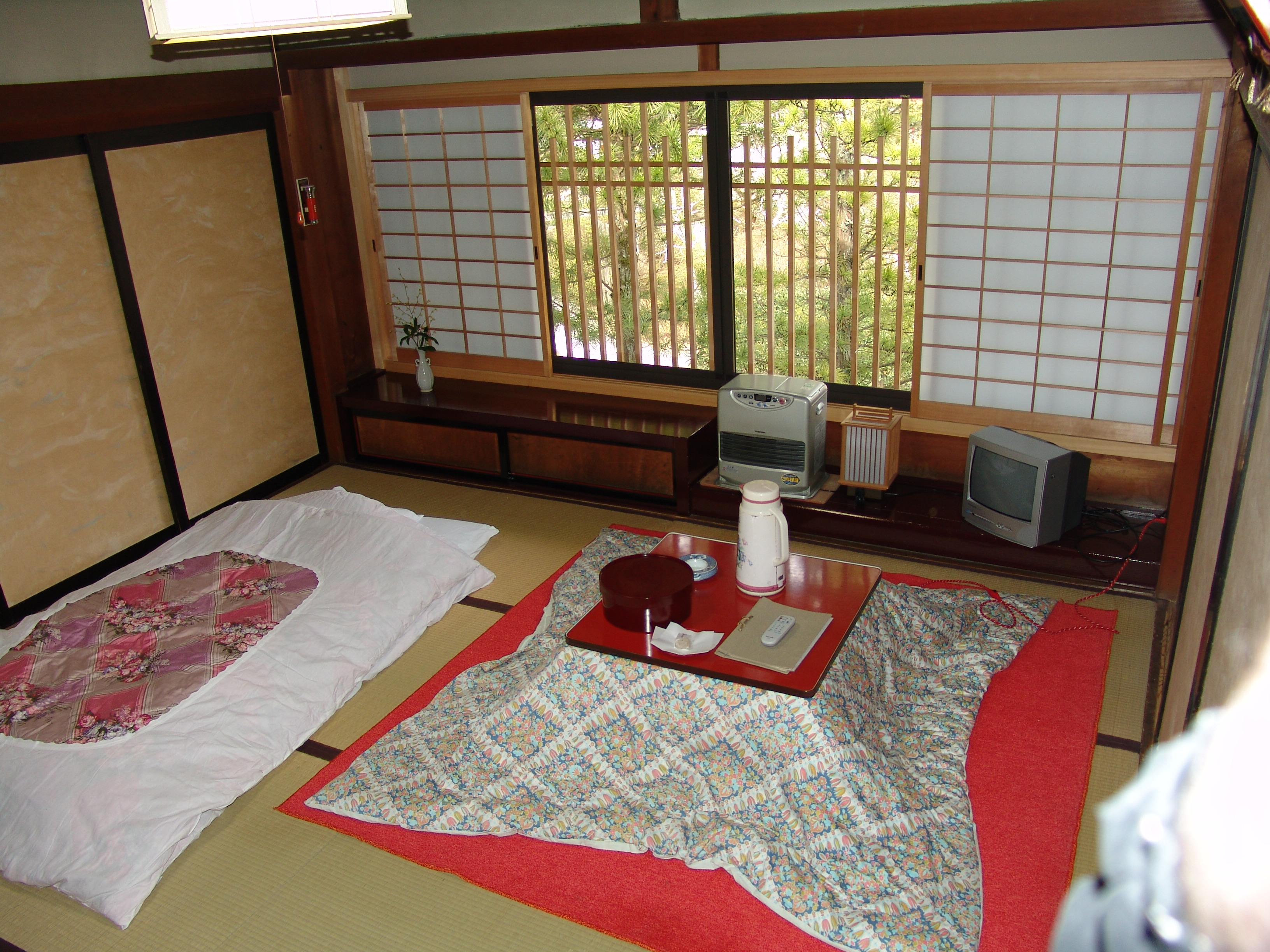
Pokój gościnny w świątyni buddyjskiej Shōjōshin-in
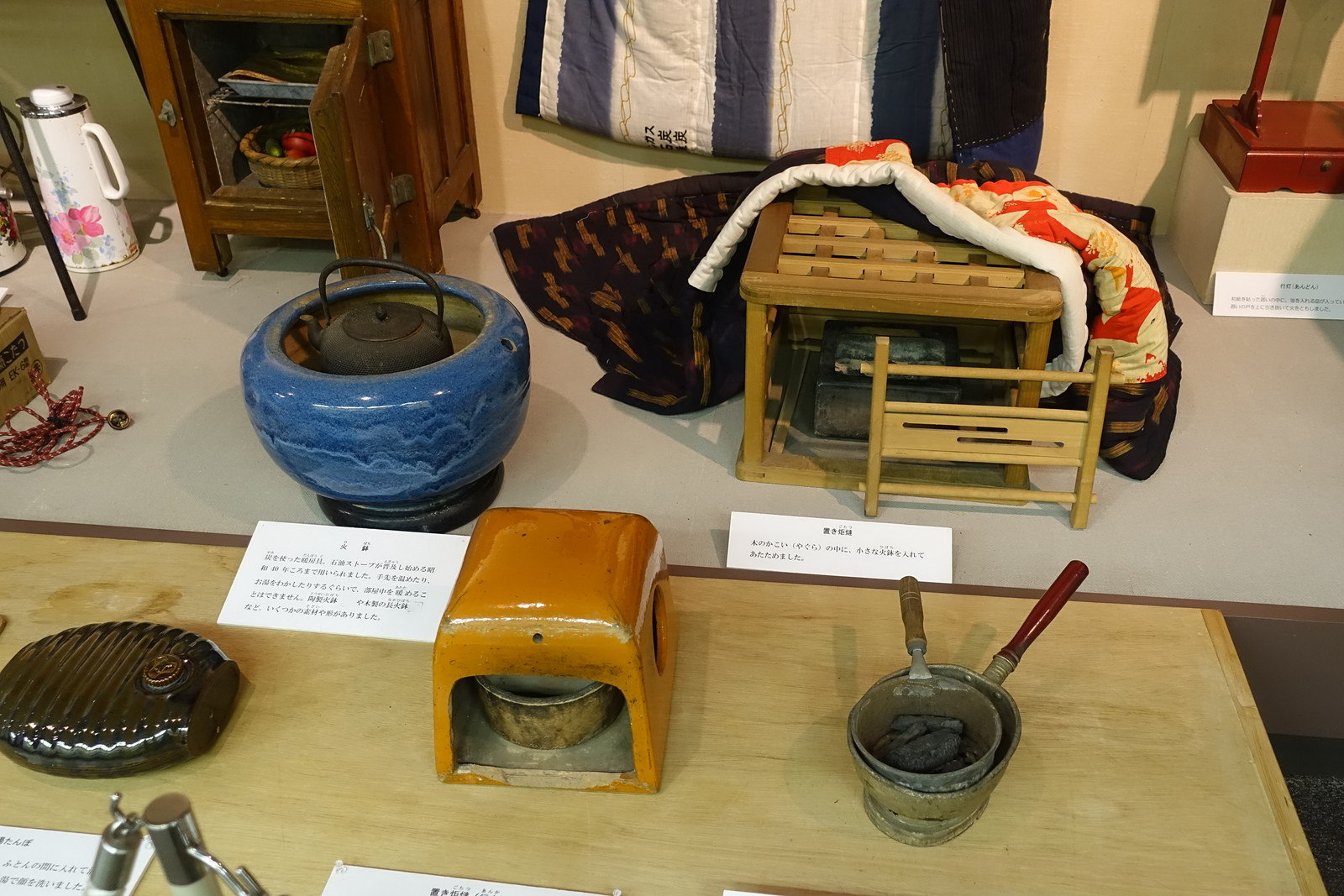
Dawne sprzęty służące ogrzewaniu i gotowaniu
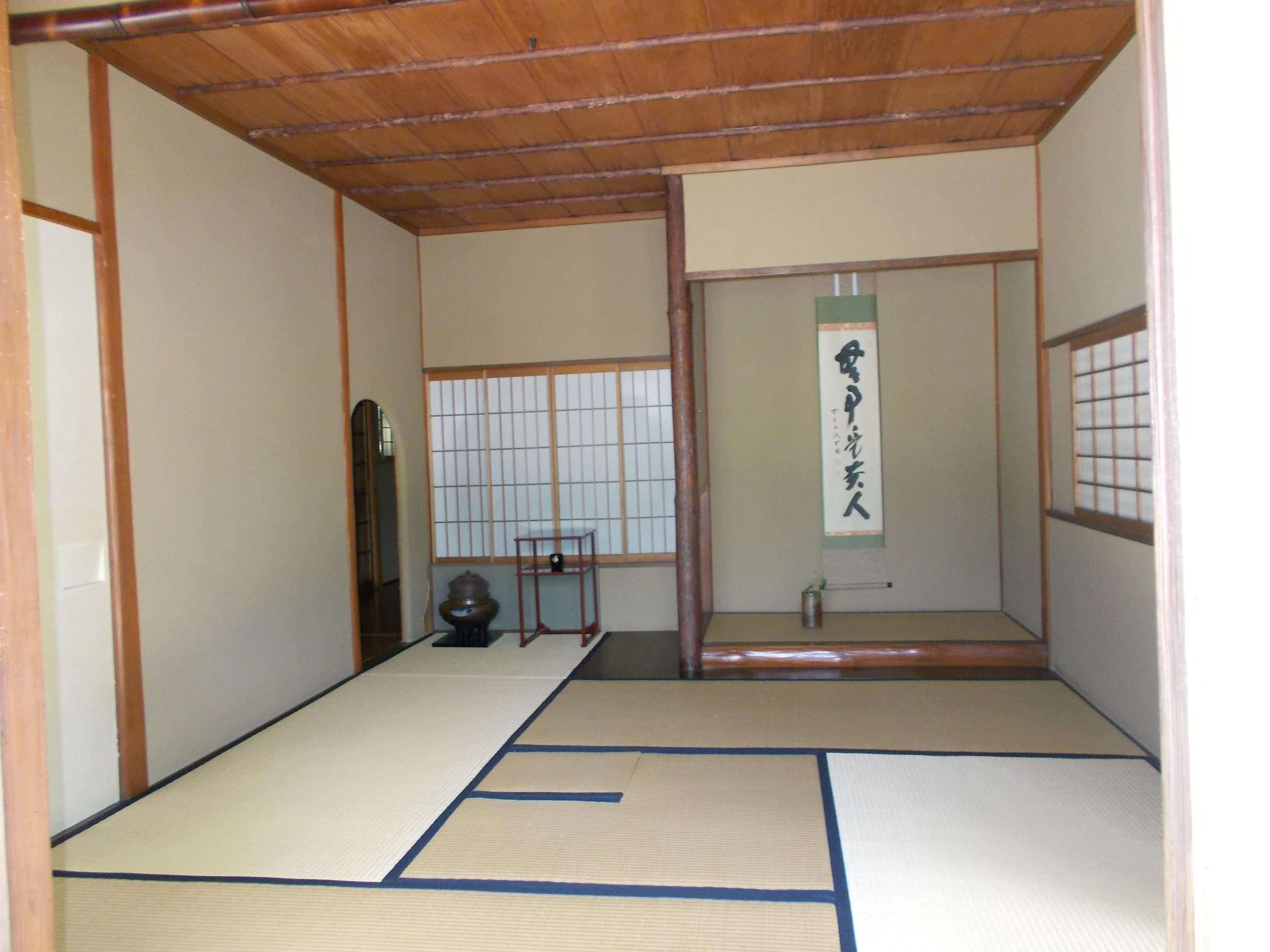
Chashitsu, pokój do ceremonii picia herbaty
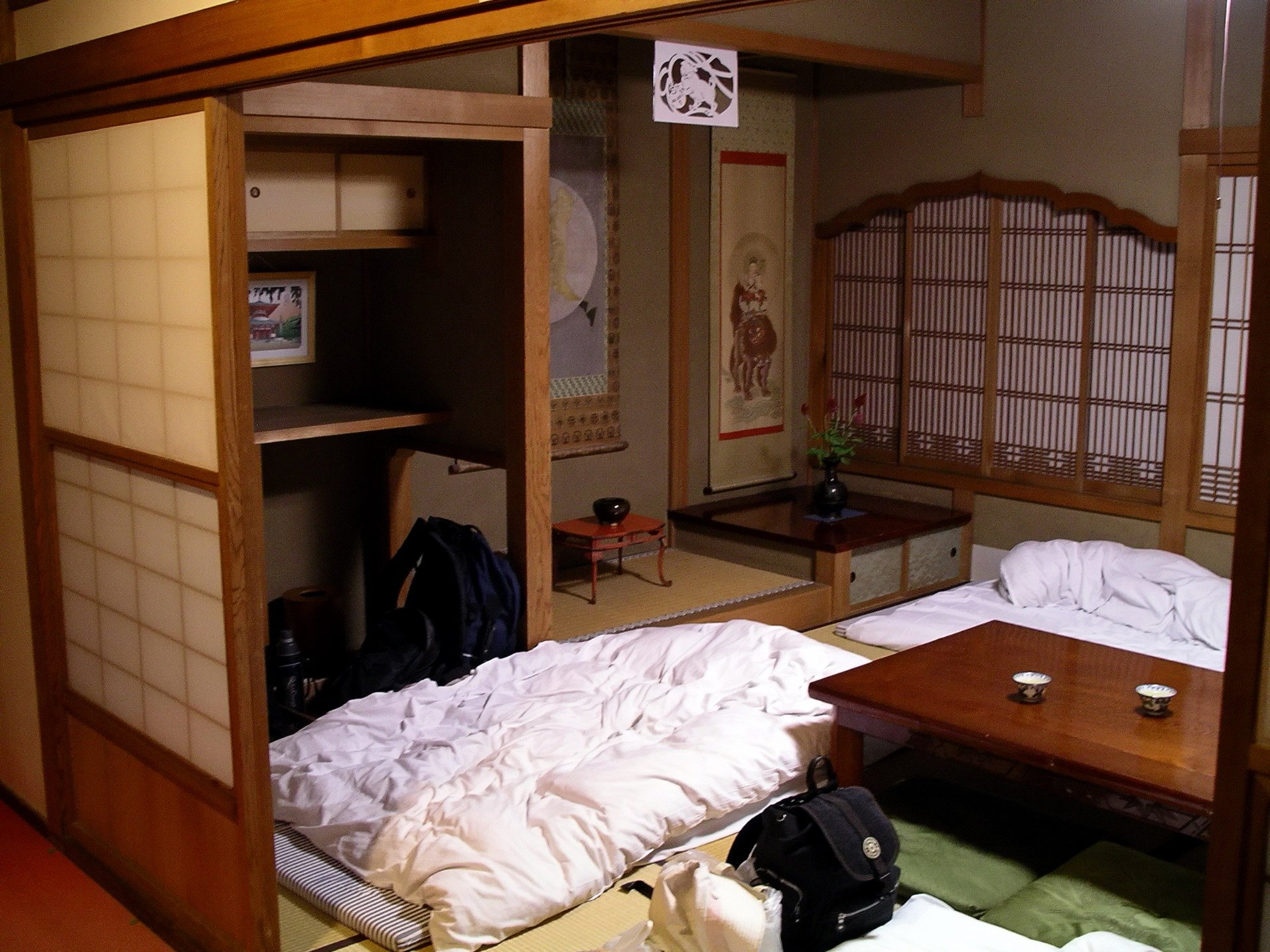
Pokój w hostelu
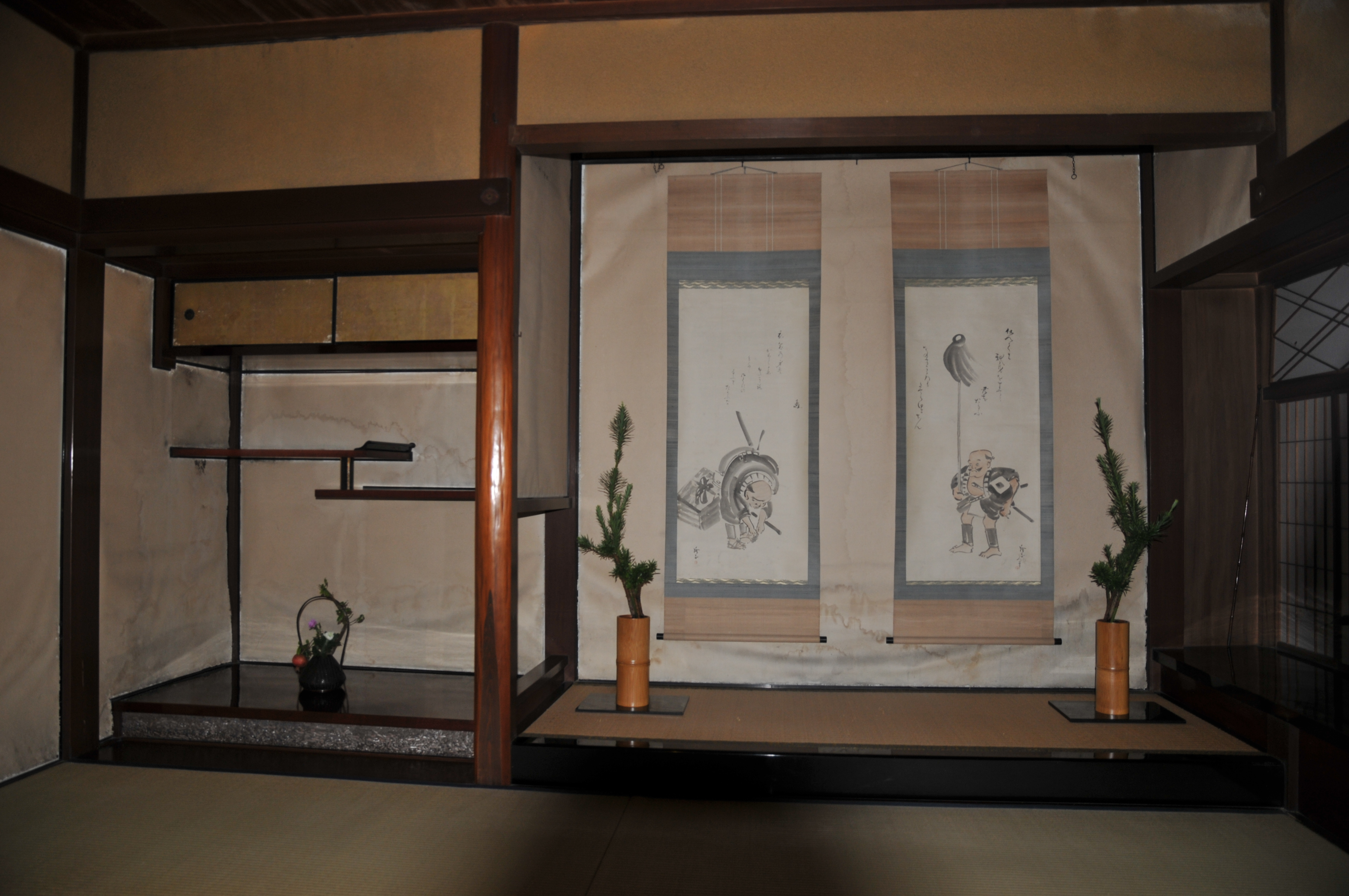
Po lewej chigaidana, po prawej tokonoma (między nimi filar toko-bashira)
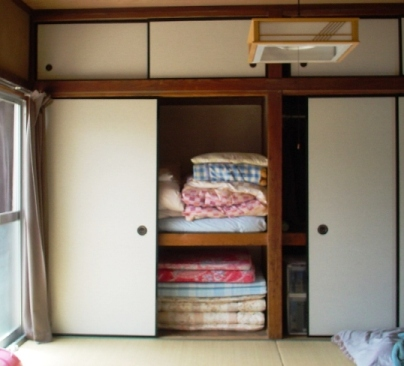
Szafy oshiire ze złożonymi futonami